# Ottawa County, Oklahoma
Ottawa County är ett administrativt område i delstaten Oklahoma, USA, med 31 848 invånare. Den administrativa huvudorten (county seat) är Miami.

## Geografi
Enligt United States Census Bureau har countyt en total area på 1 255 km². 1 221 km² av den arean är land och 35 km² är vatten.

### Angränsande countyn
- Cherokee County, Kansas - nord
- Newton County, Missouri - öst
- McDonald County, Missouri - sydost
- Delaware County - syd
- Craig County - väst